# Minerva Valenzuela
Minerva Valenzuela Santoyo (Ciudad de México, 1976) es una actriz, cabaretera, profesora y defensora de los derechos humanos mexicana. Su trabajo, de enfoque feminista, realiza presentaciones de burlesque y cabaret con críticas sociales. Usa el nombre artístico «La del cabaret». Valenzuela realiza activismo y defensa de los derechos humanos de mujeres en situación de vulnerabilidad, particularmente en el ámbito del trabajo sexual. 

## Biografía

### Formación
Estudió la Licenciatura en Actuación de la Escuela Nacional de Arte Teatral del INBA, especializándose posteriormente de manera autodidacta en el cabaret. Estudió con el maestro Antoli Lokachtchouk, con quien trabajó en él Escuadrón Jitomate Bola. Otras de sus influencias son Ute Lemper, Nacha Guevara, María Conesa, Liliana Felipe y Jesusa Rodríguez.

### Trayectoria artística
Sus espectáculos más recientes son «Concierto para locas, putas y feas», «Los caballeros las prefieren presas», «Yo no nací parAmarx» y «ESCORTita la vida». Algunos de los temas en su obra son las mujeres, la sexualidad y grupos vulnerabilizados de mujeres. Sus espectáculos se han presentado en plazas públicas, escuelas, hospitales, vecindades, canchas deportivas de comunidades, panteones, casas particulares así como bares y cabarets, formato teatral que Valenzuela usa como una «forma de enseñanza».
Valenzuela realiza activismo y defensa de los derechos humanos de mujeres en situación de vulnerabilidad, particularmente en el ámbito del trabajo sexual. Fue parte de Comité del Red Umbrella Fund (Fondo que apoya proyectos de trabajadoras sexuales en todo el mundo) de 2015 a 2017, en 2012 fue delegada de México en el Sex Worker’s Freedom Festival, sede alternativa XIX International AIDS Conference en Kolkata, India. Fue seleccionada para formar parte del Instituto de Sexualidad, Género y Derechos de CREA World (Estambul, Turquía, 2015). Trabajó para la XVII International AIDS Conference (México, 2006), coordinó la parte cultural del Encuentro feminista de México y el Caribe (México, 2009), participó en la realización y organización de la ILGA World Conference en la Ciudad de México en 2014, fue corresponsal de 2016 a 2017 en Latinoamérica para la Red Global de Proyectos de Trabajo Sexual NSWP, en los últimos quince años colabora en la Casa Xochiquetzal y organiza acciones feministas autónomas como forma de vida.
Si bien se asume como feminista, tiene una posición crítica sobre lo que se concibe como feminismo.

### Espectáculos teatrales

#### Los caballeros las prefieren presas
El título, explica, Valenzuela, es un “antieufemismo”, directamente relacionado con Los caballeros las prefieren rubias, una película de Marilyn Monroe de 1953. La protagonista de este montaje es Marilynares, mexicana nacida en Ciudad Juárez, lleva cinco años en el penal de Santa Martha Lamitas y es invitada a participar en un reality show. Pero a los medios de comunicación no les interesa la justicia sino el rating. Aun así, Marilynares está convencida de que son las personas y no los medios quienes pueden voltear a ver a las mujeres presas. La obra surgió luego de que a Minerva se le ocurriera el nombre de la puesta en escena y un poco por las ganas que tenía de usar una película de Marilyn Monroe, además de haber entendido que las mujeres presas son iguales a las que están libres.
"Me pasa muchas veces que tengo un titulo y digo hay que hacer algo con esto y me hizo mucho sentido, claro, no es que nos prefieran rubias, que ya bastante horrible es que nos prefieran de una manera que no somos, pero ni siquiera nos prefieren rubias, nos prefieren calladas, chiquitas, bien portadas o presas o muertas", comentó la creadora en una entrevista con la agencia EFE.
La obra se ha presentado en foros como El 77 Centro Cultural Autogestivo (octubre, 2020), en el Foro A Poco No (noviembre-diciembre, 2019).

#### ESCORTita la vida
Sobre la obra, de acuerdo a lo publicado en la Central Digital de Artes Escénicas:
“¿Cómo le cuento de qué habla el show sin que usted se ofenda? Con eso de que “puta” se usa para insultar, una ya no puede decir que en este show se habla de putería. En este recital grosero, no sólo haremos un rápido recorrido por distintas etapas del trabajo sexual en la CdMx en los últimos 150 años, sino que nos detendremos a comentar, y en el mejor de los casos, a desactivar algunos prejuicios que se tienen sobre esta forma de vivir. Aquí celebramos la vida y la dignidad de las trabajadoras sexuales con una selección de canciones, de varios estilos y tiempos, acompañadas de un piano.”

#### La Cantadita
La Cantadita, presentado por primera vez en 2009, es un espectáculo protagonizado por ese personaje, una vendedora de periódico que va haciendo muchas preguntas haciendo un canto como el que ocupan dichas personas. Las respuestas las tienen las mujeres que la escuchan, a quienes ella llama “comadres”. Partiendo de su experiencia con su novio Memo, y de cuando su comadre le preguntó que si se estaba cuidando (pregunta retórica que se suele hacer para preguntar si se está tomando algún método anticonceptivo), «La Cantadita» hace que entre todas nos preguntemos si nos estamos cuidando, en todos los ámbitos de nuestra vida. El espectáculo se ha realizado con adaptaciones a escuelas secundarias urbano-marginadas, comunidades rurales, público del Centro Histórico, plazas delegacionales y municipales, como contra propuesta en fechas estereotípicamente patriarcales (día de las madres, día del amor, día de la mujer, etc.), para grupos de apoyo a mujeres que viven con VIH, mujeres jóvenes en situación de violencia, ferias de derechos, micro empresarias rurales, dentro de talleres sobre violencia en el noviazgo, sobre promoción de la salud, anticonceptivos, equidad, aborto, y un sinnúmero de audiencias.
Otros espectáculos de Valenzuela son:
- El Beto (2009 a la fecha)
- Mandarina para la niña (2015)

### Colectivos
Valenzuela ha participado en los siguientes montajes colectivos:
- Tres veces te engañé (2005-2009). Junto con Paola Izquierdo y Nohemí Espinosa. Actriz, cantante, letrista, melodías y dramaturga.
- La barca de Calderón (2007). Junto con Angélica Rogel y Salvador Jiménez. Actriz, cantante y co-dramaturga.
- Baño de pueblo (2009). Junto con Andrés Carreño. Actriz, cantante y co-dramaturga.
- Masiosare, un extraño enemigo (2010). Junto con Andrés Carreño. Actriz, cantante y co-dramaturga.
- Concierto para locas, putas y feas (2017-2018) El espectáculo surge como una manera de aproximarse al mundo de las mujeres sordas a través de propuestas con lenguaje de señas.[1]
- Yo no nací parAmarx (2020). Junto con Blanca Loaria.

### Otras actividades
Valenzuela realiza y coordina números de burlesque e imparte constantemente el primer taller de burlesque feminista en México, llamado posteriormente "Burlesque y aguarramiento", y otro denominado "Desobediencia y cabaret". A nivel radiofónico, Valenzuela realizó Échate tu Cápsula, una serie de 210 cápsulas sobre VIH, Derechos Sexuales, trabajo sexual, identidad sexual y aborto en Radio Ciudadana del IMER de abril de 2012 a abril de 2013, en colaboración con la organización Balance promoción para el desarrollo y juventud.

Desde 2011, la artista coordina el grupo Bordamos Feminicidios. un grupo de mujeres que surgió en 2011, con Minerva como coordinadora, por la necesidad de visibilizar los feminicidios en México, durante el sexenio de Felipe Calderón en la llamada «Guerra contra el Narcotráfico». Además de dejar registro de las mujeres que fueron asesinadas en ese contexto, tuvo como objetivo contar sus historias de vida también:
“Se trata de rescatar, dignificar y hacer memoria colectiva de las historias, esos casos que sólo viven en las notas rojas de los periódicos y que después se convierten en más cifras del horror y la tristeza que se vive en México, pero sobre todo es una manera de estar cerca de las mujeres, compañeras y amigas que fueron asesinadas por sus parejas, por desconocidos, o por quienes creyeron que su violencia estaba justificada.” 
El proyecto sigue activo y funciona a través de Facebook, donde se comparten notas de feminicidios y otras violencias hacia las mujeres. Cuenta con participantes tanto de México como de otros países.
En 2018 Minerva organizó el Primer taller de Lengua de Señas Mexicana con perspectiva feminista (2018). En 2017 impartió el primer Taller de Desobediencia y Cabaret en la Casa del Lago y también en la Escuela para la libertad de las mujeres, impartiéndose dos veces por año desde entonces en La escuela para la libertad de las mujeres (Oaxaca, México). En dicho taller Minerva comparte herramientas del cabaret y de la desobediencia civil “para apoyar la transmisión de mensajes de una manera divertida cuando se pueda, pero también contundente y cruda cuando se requiera”.
A raíz de la SlutWalk realizada en Canadá en 2011, en mayo del mismo año Minerva tradujo al español como “la Marcha de las putas” para titular una entrada de su blog, y para junio sería el título de la movilización en México. Dicho nombre después sería adoptado por el resto de movilizaciones en Latinoamérica como resultado del acoso callejero vivido por Minerva Valenzuela por uno de los asistentes a la  llamada Marcha por la Paz del Movimiento por la Paz con Justicia y Dignidad, realizada en México en mayo de 2011, y que coincidió con un texto que le hizo llegar una tuitera sobre la SlutWalk. El 12 de junio de 2011, se realizó la primera “Marcha de las putas”, en la Ciudad de México con una asistencia de más de 5,000 personas. Además de la Ciudad de México también se llevó a cabo en Puebla, Cuernavaca y Morelia, además de que a la iniciativa se sumaron países de Latinoamérica como Honduras, Nicaragua y Argentina. Entre las organizadoras de la marcha, además de Minerva, se encuentran Edith López Hernández, Gabriela Amancaya y Areli Rojas. En el discurso de clausura Minerva “insistió a la sociedad y en particular a los medios de comunicación a denunciar, evidenciar y no justificar la violencia sexual contra las mujeres.” En el 2019 en Ecuador la movilización tuvo su novena edición, mientras que en Puebla en 2020, realizaron la décima “Marcha de las putas”.
Valenzuela ha sido profesora de ballet (1991-1995) y da acompañamiento de procesos de grupos con herramientas del cabaret.